# تحالف الأحمر والأخضر
في السياسة، تحالف الأحمر والأخضر أو ائتلاف الأحمر والأخضر هو تحالف بين أحزاب «حمراء» (غالبًا أحزاب الديمقراطية الاجتماعية أو الاشتراكية الديمقراطية) مع أحزاب «خضراء» (غالبًا أحزاب سياسة خضراء و / أو فلسفة الإصلاح الزراعي بعض الأحيان). ويقوم هذا التحالف على أرضية مشتركة من الآراء السياسية اليسارية، خاصةً انعدام الثقة المشترك بالمؤسسات التجارية والمؤسسات الرأسمالية. تهتم الأحزاب الديمقراطية الاشتراكية «الحمراء» بالتركيز على آثار الرأسمالية على الطبقة العاملة، بينما تركز الأحزاب البيئية «الخضراء» على الآثار البيئية للرأسمالية.
صاغ هذا المصطلح رئيس وزراء السويد المحافظ كارل بيلت في مناظرة ضد زعيم المعارضة الاشتراكية الديمقراطية انغفار كارلسون عام 1994.

## حكومات تحالف الأحمر والأخضر
هناك عدد من حكومات الأحمر والأخضر في أوروبا منذ تسعينيات القرن العشرين.
- في ألمانيا: شكل تحالف الأحمر والأخضر بين الحزب الديمقراطي الاجتماعي الألماني وتحالف 90 / الخضر بقيادة المستشار غيرهارد شرودر الحكومة الفيدرالية من سبتمبر 1998 إلى سبتمبر 2005.
- في فرنسا: حكم ائتلاف «اليسار التعددي» للحزب الاشتراكي (بّي إس)، وحزب الخضر، والحزب الشيوعي الفرنسي وحلفاؤهم منذ عام 1997 حتى عام 2002. وكان لحكومة أيرولت (التي حكمت منذ مايو 2012 حتى مارس 2014) وزراء ينتمون للحزب الاشتراكي وحزب اليسار الراديكالي (بّي أر جي) والإيكولوجي الأوروبي - الخضر. ثم شُكلت حكومة فالس الثانية (من أغسطس 2014 إلى ديسمبر 2016) وحكومة كازنوف (من ديسمبر 2016 إلى مايو 2017) من وزراء ينتمون إلى الحزب الاشتراكي وحزب اليسار الراديكالي والحزب الإيكولوجي.
- في فنلندا: ضم مجلس الوزراء الأول والثاني لرئيس الوزراء بافو ليبونن وزراء من الحزب الاشتراكي الديمقراطي الفنلندي (إس دي بّي)، الذي كان ليبونن نفسه ينتمي إليه، والرابطة الخضراء. وقد شاركت الرابطة الخضراء في الحكومة منذ أبريل 1995 حتى مايو 2002. وشُكل مجلس الوزراء رين في يونيو 2019 من قبل الحزب الاشتراكي الديمقراطي كأكبر حزب، بالتحالف مع الرابطة الخضراء، وحزب الوسط الزراعي وحزب الشعب السويدي.
- في النرويج: حكم ائتلاف الأحمر والأخضر المكون من حزب العمال والحزب الاشتراكي اليساري وحزب الوسط النرويج كحكومة أغلبية منذ الانتخابات العامة في عام 2005 حتى عام 2013. وكان العنصر «الأخضر» هو حزب الوسط، وهو حزب زراعي ولونه الرسمي الأخضر.
- في أيسلندا: شُكل مجلس الوزراء الأول والثاني لرئيسة الوزراء يوهانا سيغورذاردوتير من ائتلاف بين التحالف الديمقراطي الاجتماعي وحركة اليسار الأخضر، وكانت فترة الحكم منذ فبراير 2009 إلى مايو 2013.
- في إيطاليا: بين الفترات 1996-2001 و2006-2008، تضمنت مجالس الوزراء في حكومات برودي 1، وداليما 1، وداليما 2، أماتو 2، برودي 2 دمقراطيي اليسار (أصبحوا فيما بعد الحزب الديمقراطي) كأكبر حزب، مع حصول اتحاد الخضر على وزارة واحدة على الأقل. ومع ذلك، على عكس تحالف الأحمر والأخضر بشكل مباشر، تضمنت مجالس وزراء يسار الوسط هذه مجموعة واسعة من الأحزاب السياسية التي كانت من اليسار المسيحي المستوحى من الكاثوليكية ومن الخلفيات الليبرالية الاجتماعية وحتى الشيوعية.
- في الدنمارك: احتوت حكومة تورنينج-شميت، التي حكمت منذ أكتوبر 2011 إلى فبراير 2014، على الاشتراكيين الديمقراطيين كأكبر حزب في الائتلاف مع حزب الليبراليين الاجتماعي وحزب الشعب الاشتراكي، والحزب الأخير هو حزب أخضر وعضو في حزب الخضر الأوروبي والخضر العالمي.
- في السويد: كان مجلس وزراء لوفن 1 الذي أنشئ في 3 أكتوبر 2014 ائتلافًا حكوميًا للأقلية من الاشتراكيين الديمقراطيين والخضر. ثم تجدد هذا الائتلاف في 21 يناير 2019 ليصبح مجلس وزراء لوفن 2.
- في البرتغال: شُكل مجلس وزراء أنطونيو كوستا في 26 نوفمبر 2015 وهي حكومة أقلية تابعة للحزب الاشتراكي بدعم خارجي من الكتلة اليسارية والحزب الشيوعي البرتغالي وحزب الخضر الإيكولوجي.[2]